# Crnogorski fudbalski kup 2024-2025
La Crnogorski fudbalski kup 2024-2025 (in italiano Coppa montenegrina di calcio 2024-2025), conosciuta anche come Kup Crne Gore u fudbalu 2024-2025, è stata la 19ª edizione della coppa del Montenegro di calcio, iniziata il 5 novembre 2024 e terminata il 29 maggio 2025 con la vittoria del Dečić in finale contro il Mornar. La squadra vincente si è qualificata per la UEFA Conference League 2025-2026. La squadra campione in carica era il Budućnost.
La competizione è stata vinta dal Dečić, che ha celebrato la sua prima coppa nazionale.

## Formula
Alla competizione prendono parte le 10 squadre della Prva liga e le 6 squadre di Druga liga, per un totale di 16 partecipanti.
La formula è quella dell'eliminazione diretta, in caso di parità al 90º minuto si va direttamente ai tiri di rigore senza disputare i tempi supplementari (eccetto in finale). Gli accoppiamenti sono stati decisi tramite sorteggio.
| Turno            | Numero di incontri | Entrano in questo turno       | Date                                |
| ---------------- | ------------------ | ----------------------------- | ----------------------------------- |
| Ottavi di finale | 16                 | Prva liga (10) Druga liga (6) | 5-6 novembre 2024                   |
| Quarti di finale | 8                  | –                             | 27 novembre 2024 - 18 febbraio 2025 |
| Semifinali       | 4                  | –                             | 16-30 aprile 2025                   |
| Finale           | 1                  | –                             | 29 maggio 2025                      |

## Partite

### Ottavi di finale
Il sorteggio è stato effettuato il 30 ottobre 2024.
| Squadra 1              | Risultato | Squadra 2            |
| ---------------------- | --------- | -------------------- |
| 5 novembre 2024        |           |                      |
| Igalo                  | 1 – 2     | Budućnost            |
| 6 novembre 2024        |           |                      |
| Otrant-Olympic         | 0 – 1     | Iskra Danilovgrad    |
| Arsenal Tivat          | 1 – 4     | Podgorica            |
| Jezero                 | 0 – 2     | Dečić                |
| Rudar Pljevlja         | 1 – 0     | Sutjeska             |
| Bokelj                 | 3 – 0     | Grbalj               |
| Jedinstvo Bijelo Polje | 0 – 2     | Mornar               |
| Petrovac               | 2 – 0     | Mladost Donja Gorica |

### Quarti di finale
Il sorteggio è stato effettuato il 20 novembre 2024.
| Squadra 1         | Risultato       | Squadra 2      |
| ----------------- | --------------- | -------------- |
| 27 novembre 2024  |                 |                |
| Mornar            | 3 – 0           | Bokelj         |
| Podgorica         | 0 – 0 (1-4 dtr) | Dečić          |
| 18 febbraio 2025  |                 |                |
| Iskra Danilovgrad | 0 – 0 (4-1 dtr) | Budućnost      |
| Petrovac          | 2 – 1           | Rudar Pljevlja |

### Semifinali
| Squadra 1                  | Totale | Squadra 2 | Andata | Ritorno |
| -------------------------- | ------ | --------- | ------ | ------- |
| 16 aprile / 30 aprile 2025 |        |           |        |         |
| Iskra Danilovgrad          | 2 - 5  | Mornar    | 0 - 3  | 2 - 2   |
| Petrovac                   | 2 - 3  | Dečić     | 0 - 1  | 2 - 2   |

### Finale
| Arbitro: | Miloš Bošković |

|  |           |             |
|  | Marcatori | 23’ Kajević |